# Salvinia molesta
La salvinia gigante (Salvinia molesta) es un helecho acuático, nativo del sudeste de Brasil. Es una planta acuática que no se sustenta en tierra, sino permanece flotante. Las hojas, anchas, tienen de 0,5 a 4 cm de longitud, de epidermis brillante y tersa, y produce raíces secundarias y aún terciarias modificadas que ayudan a «fijarse» al agua.
Se reproduce asexualmente, y es capaz de crecer a gran velocidad desde un pequeño fragmento de vegetal, y doblar la población en pocos días, resultando en cubrir la superficie de estanques, reservorios de agua, lagos cubiertos de una mata flotante de 10 a 20 cm (raramente hasta 60 cm) de espesor. Así, se convierte en una maleza en muchas partes del orbe. El crecimiento vegetal bloquea la luz solar necesaria para otras acuáticas, especialmente algas para oxigenar el agua.
En 2013 se incluyó entre las 100 de las especies exóticas invasoras más dañinas del Mundo,  una lista elaborada por el Grupo Especialista de Especies Invasoras (GEEI) de la Comisión de Supervivencia de Especies (CSE) de la Unión Internacional para la Conservación de la Naturaleza (UICN),
El insecto curculónido Cyrtobagous salviniae, hallado en el hábitat nativo de S. molesta, está siendo estudiado como un control biológico de pestes.